# Estupa Shanti

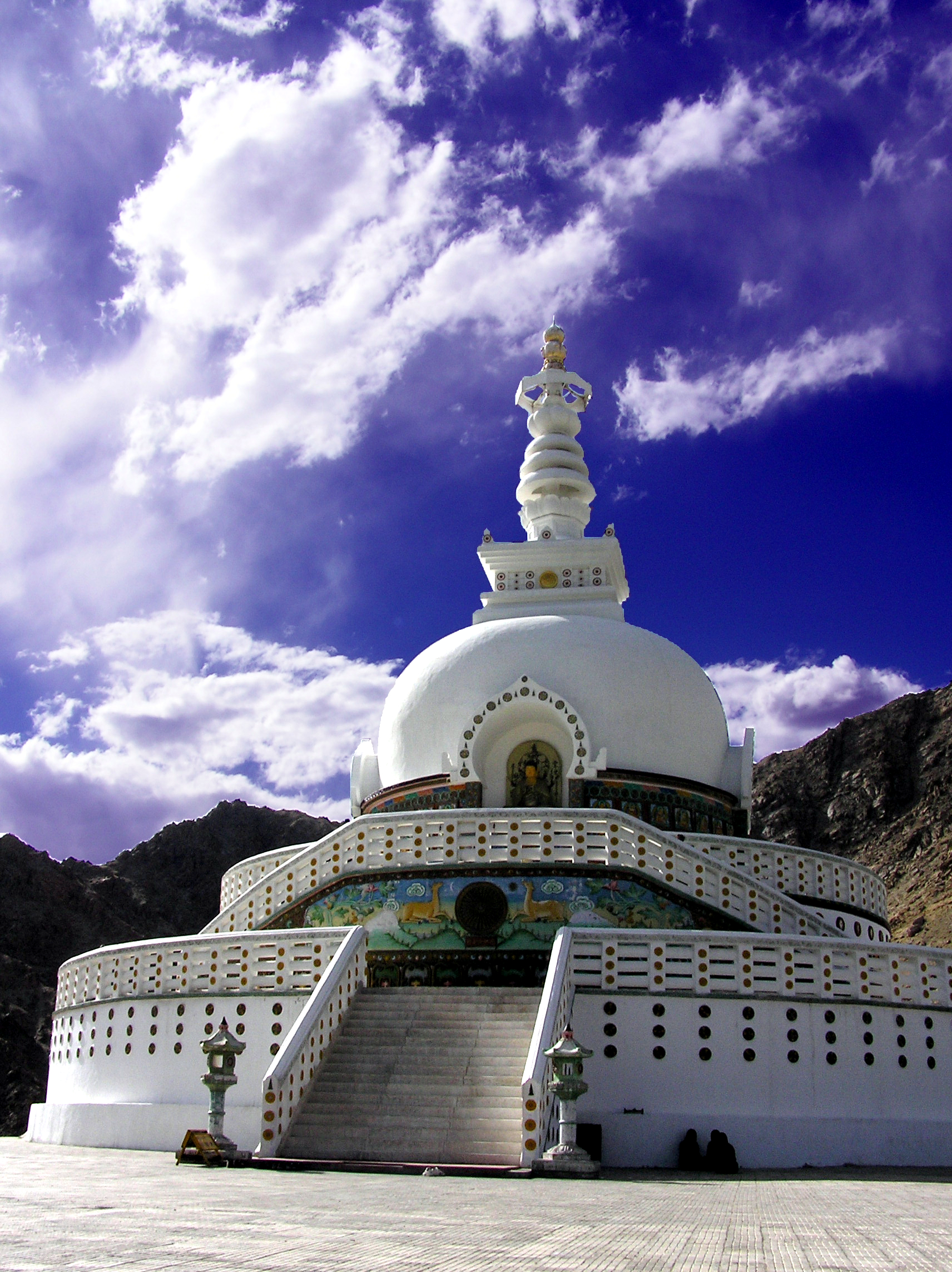
Shanti Stupa

La Shanti Stupa o "estupa de la paz interior (Shanti)" es un templo budista con cúpula blanca situado en una colina en Chanspa, distrito de Leh, Ladakh, en el norte de la India cerca de Jammu y Cachemira.
Fue construido en 1991 por el japonés budista Bhikshu Gyomyo Nakamura y consagrado por el XIV Dalái lama  a sí mismo. La estupa se ha convertido en una atracción turística no solo por su significado religioso, sino también debido a su ubicación, que ofrece vistas panorámicas del paisaje circundante.

## Construcción
El Shanti Stupa fue construido por los budistas japoneses y los budistas de Ladakh. Surge de la misión de Nichidatsu Fujii de construir Pagodas de la Paz y templos alrededor del mundo para resucitar de nuevo el budismo en la India. 
La construcción de la Stupa Shanti comenzó en abril de 1983 bajo la supervisión de Bhikshu Gyomyo Nakamura y Kushog Bakula, un lama de Nueva Delhi que fue miembro de la comisión de las minorías del gobierno de la India. 
Se eligió aquí por el budismo japonés debido a que este reconoce a esta región al norte de la India como el sitio de nacimiento de Buda.

## Arte
El Shanti Stupa cuenta con la fotografía del actual Dalái lama y con las reliquias de Buda en su base siendo construida como una estructura de dos niveles donde en el primer nivel cuenta con el relieve central de Buda en oro con ciervos en cada lado y en una plataforma la "rueda giratoria de Dharma" (Dharmachakra).
En el segundo nivel tiene relieves que representan el "nacimiento" de Buda, la muerte de Buda (mahanirvana) y el Buda al  "derrotar a los demonios", mientras meditaba. Ambos niveles cuentan con una serie de pequeños relieves de Buda meditando. 
El Shanti Stupa fue construido para promover la paz y la prosperidad mundial así como en conmemoración de 2500 años de budismo. Es considerado un símbolo de los lazos entre el pueblo del Japón y Ladakh en la India.

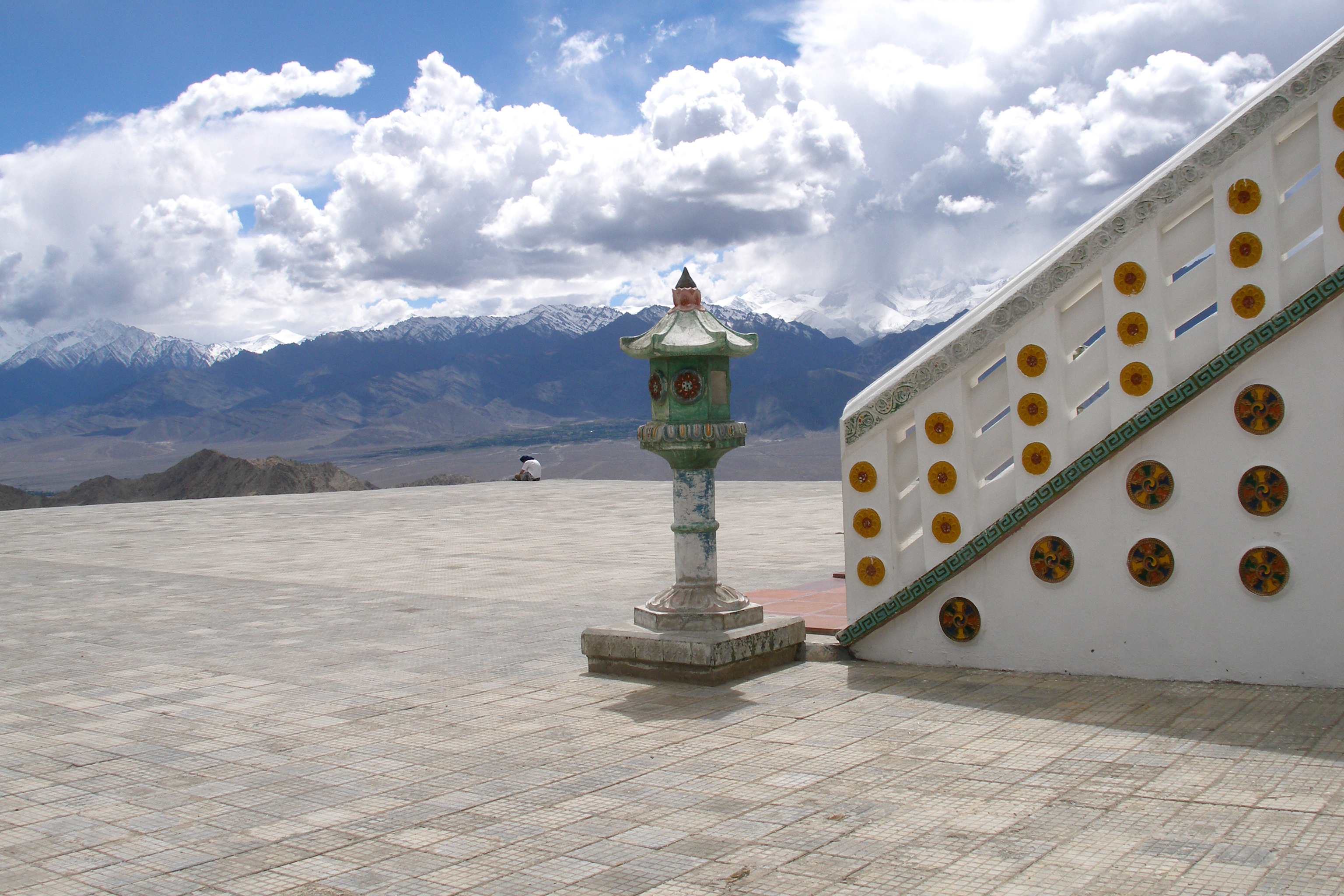
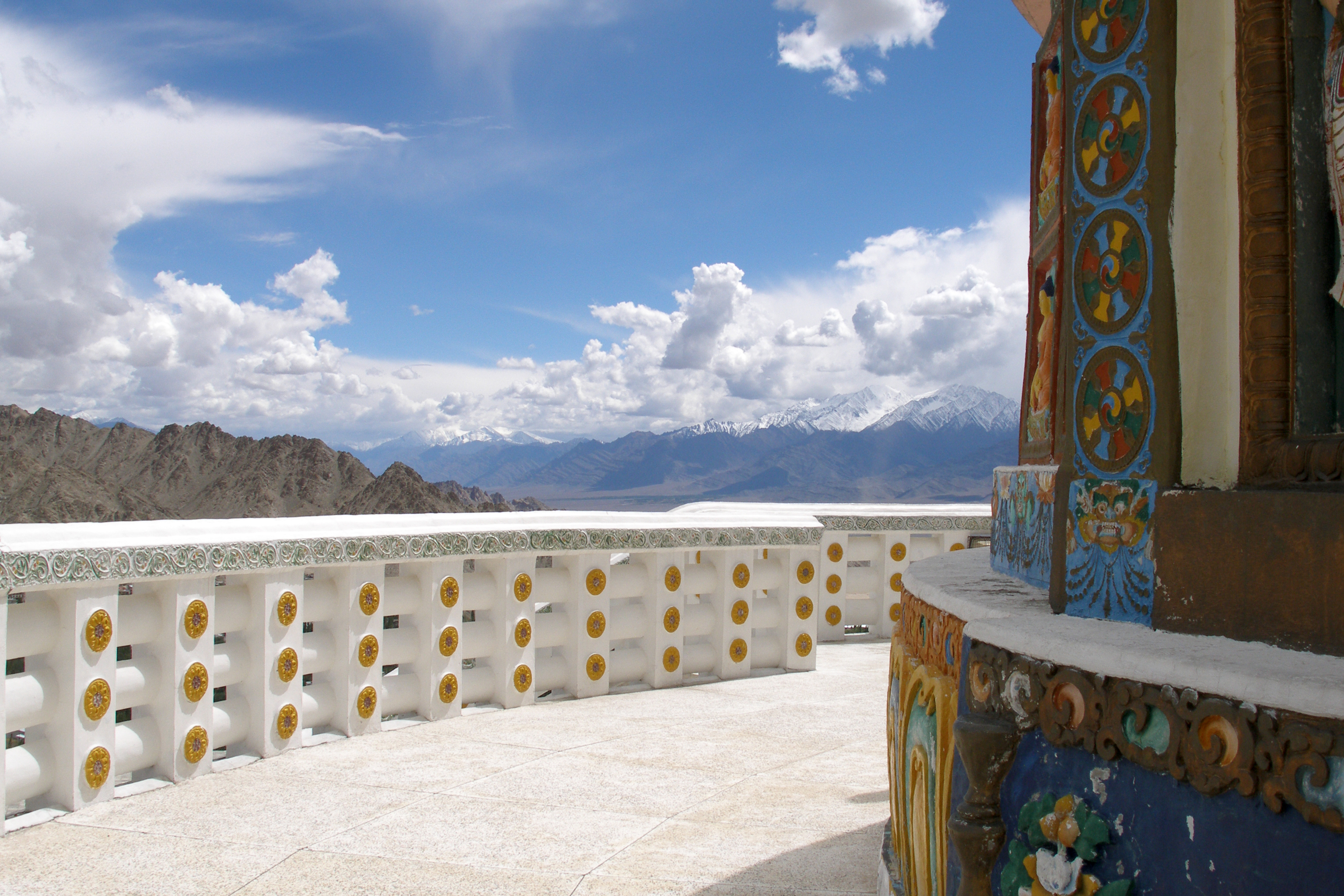
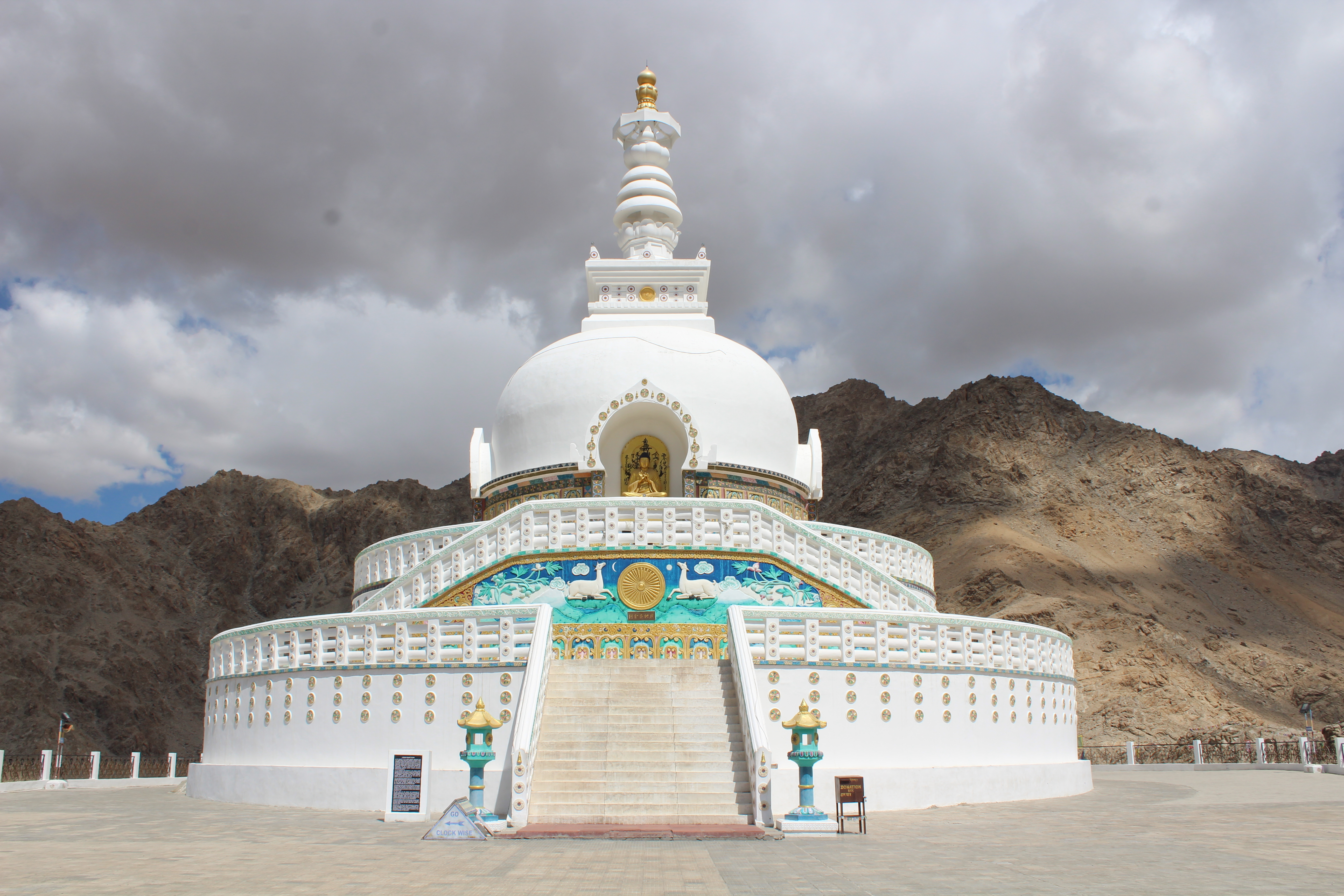

- Datos: Q2090440
- Multimedia: Shanti Stupa (Ladakh) / Q2090440